# Blanksee
Der Blanksee oder Blanke See ist ein See im Landkreis Ludwigslust-Parchim im Süden Mecklenburg-Vorpommerns.
Das Gewässer liegt zwischen den Siggelkower Ortsteilen Klein Pankow im Südosten und Groß Pankow im Südwesten sowie dem Dorf Burow im Norden. Direkt am See befinden sich in Hanglage im Südosten eine Ferienhaussiedlung und im Osten ein Campingplatz. 750 Meter nordwestlich verläuft die Elde. Der Südteil des wenig gegliederten Seebeckens befindet sich innerhalb des Naturschutzgebietes Wüstemoor am Blanksee, im Norden grenzt das Naturschutzgebiet Gehlsbachtal an. Von Süden wird der See durch den Basnisbach und die das Wüstemoor entwässernde Wasenbäk gespeist. Nach Norden hin fließt der See in Richtung Gehlsbach ab.
Das Gewässer nimmt eine Fläche von 18 Hektar ein. Die maximale Ausdehnung beträgt 660 mal 390 Meter. Der Wasserspiegel liegt 48 Meter über dem des Meeres. Es werden knapp über zwei Meter Wassertiefe erreicht.
Der Blanksee und das Wüstemoor liegen in einer Sanderfläche des Frankfurter Stadiums der Weichseleiszeit. Durch mit Sand überdecktes Toteis entstand nach Abschmelzen ein offenes Gewässer. Das an den See grenzende Wüstemoor ist Produkt eines Verlandungsprozesses. Bis in das 19. Jahrhundert hinein wurde der Wasserstand des Blanksees durch Mühlenstaue beeinflusst. In DDR-Zeiten entnahm man Wasser zur Beregnung umliegender Felder aus dem See. 1993 wurde ein 1973 errichtetes Schöpfwerk, das Niedermoorflächen entwässerte und an den See grenzende Flächen als Intensivgrünland nutzbar machte, außer Betrieb genommen.